# Selecció catalana de raquetbol
La selecció catalana de raquetbol és el combinat esportiu de raquetbol que disputa competicions sota la jurisdicció de la Federació Catalana d'Esquaix i Raquetbol. El reconeixement oficial per part de la Federació Internacional de Raquetbol i la Federació Europea de Raquetbol es va produir el novembre de 2006. El debut oficial de la selecció va ser al Campionat d'Europa 2007 disputat a Brembate (Itàlia). Prèviament havia disputat l'edició de 2006 del Campionat del Món com a membre provisional.
| Selecció catalana de raquetbol |                        |                                      |              |             |           |
| Any                            | Competició             | Seu                                  | S. masculina | S. femenina | Combinada |
| 2006                           | XIII Campionat del Món | Santo Domingo (República Dominicana) | 17è lloc     | 17è lloc    | 17è lloc  |
| 2007                           | XIV Campionat d'Europa | Brembate (Itàlia)                    | 3r lloc      | 4t lloc     |           |
| 2008                           | XIV Campionat del Món  | Kingscourt (Irlanda)                 | 13è lloc     | 13è lloc    | 13è lloc  |
| 2009                           | XV Campionat d'Europa  | Nanterre (França)                    | Campions     | Campiones   | Campions  |
| 2010                           | XV Campionat del Món   | (Corea del Sud)                      | -            | -           | -         |
| 2011                           | XVI Campionat d'Europa | Bad Tölz (Alemanya)                  | -            | -           | -         |

## 13è Campionat del Món 2006
La primera participació de la selecció catalana en una competició internacional, tot i que amb un reconeixement provisional, va ser al 13è Campionat del món de Santo Domingo, en el que tant la selecció masculina com la femenina van assolir la dissetena posició, essent la segona millor selecció europea.
En van formar part Víctor Montserrat, Oriol Sàlvia, Ignasi Pérez i Ivan Flores en la categoria masculina i Elisabet Consegal, Anna Ventura, Marta Ripoll i Núria Cardellach, en la categoria femenina.

## 14è Campionat d'Europa 2007
Amb el reconeixement internacional definitiu, la selecció catalana va participar en el 14è campionat d'Europa a Itàlia, en el que la selecció masculina formada per Víctor Montserrat, Ignasi Pérez i Oriol Sàlvia va aconseguir la tercera posició i la selecció femenina amb Anna Ventura i Núria Cardellach va assolir la quarta posició. A més, Víctor Montserrat es va proclamar campió d'Europa.

## 14è Campionat del Món 2008
La selecció catalana que va participar en el 14è campionat del món a Kingscourt (Irlanda) va estar formada per Víctor Montserrat, Carlos Oviedo, Elisabet Consegal i Raquel Consegal. En ambdues categories la selecció va aconseguir la tretzena posició.

## 15è Campionat d'Europa 2009
Les seleccions catalanes masculina i femenina de raquetbol va ser les vencedores al Campionat d'Europa 2009 a França, en guanyar tots els enfrontaments disputats. La selecció masculina va estar formada per Víctor Montserrat i Carlos Oviedo i la femenina per Elisabet Consegal i Raquel Consegal. En categoria individual, Víctor Montserrat i Elisabet Consegal també es van proclamar campions d'Europa masculí i femení.

## 15è Campionat del Món 2010
La selecció catalana no va participar en la competició de seleccions del 15è campionat del món, disputat el mes d'agost a Corea del Sud, tot i que sí que ho va fer Carlos Oviedo a la competició individual, arribant fins a vuitens de final.